# 12533 Edmond
12533 Edmond (1998 LA) là một tiểu hành tinh vành đai chính được phát hiện ngày 2 tháng 6 năm 1998 bởi T. Stafford ở Zeno Observatory.